# Luvanmusiq
 (février 2024).
Si vous disposez d'ouvrages ou d'articles de référence ou si vous connaissez des sites web de qualité traitant du thème abordé ici, merci de compléter l'article en donnant les références utiles à sa vérifiabilité et en les liant à la section « Notes et références ».
Albums de Musiq Soulchild
Soulstar
(2003) Onmyradio
(2008)
Luvanmusiq est le 4e album du chanteur Musiq Soulchild sorti en mars 2007.

## Description
Musiq Soulchild a quitté son label Def Soul pour Atlantic Records, et a repris sa particule Soulchild, qu'il avait abandonné après son 1er album Aijuswannaseing.
Le 1er single extrait est B.U.D.D.Y (#36 US), chanson dans laquelle Musiq veut attirer l'attention d'une femme.
Teachme (#56 US) est le second single. Il s'agit d'une ballade dans laquelle le chanteur veut apprendre à aimer.
Le titre Betterman est produit par Raphael Saadiq.
L'album est certifié Or (500 000 ex.) par la RIAA, en juin 2007[réf. nécessaire].

## Titres
1. B.U.D.D.Y. (3:45)
2. Ms.philadelphia (3:56)
3. Teachme (4:22)
4. Betterman (4:39)
5. Thequestions (3:11)
6. Today (4:04)
7. Makeyouhappy (3:20)
8. Ridiculous (3:48)
9. Millionaire (3:54)
10. Takeyouthere (4:55)
11. Lullaby (4:19)
12. Greatestlove (4:46)

## Classements hebdomadaires
| Classement (2007)                   | Meilleure place |
| ----------------------------------- | --------------- |
| États-Unis (Billboard 200)          | 1               |
| États-Unis (Top R&B/Hip-Hop Albums) | 1               |
| France (SNEP)                       | 190             |

| USA         | 1   | 8    | 19   | 40  | 35 | 29   | 36   | 35   | 30 | 42   | 46   | 44   | 59   | 68   | 68   | 82  | 86  | 99  | 112 | 115 |
| Ventes      | 149 | 53.8 | 35.1 | 28  | 19 | 20.7 | 17.2 | 18.3 | 21 | 16.4 | 13.2 | 12.8 | 11.5 | 11.7 | 10.1 | 9.2 | 8.4 | 7.3 | 6.8 | 6.5 |
| Semaine     | 21  | 22   | 23   | 24  |    |      |      |      |    |      |      |      |      |      |      |     |     |     |     |     |
| USA         | 122 | 142  | 158  | 192 |    |      |      |      |    |      |      |      |      |      |      |     |     |     |     |     |
| Ventes      | 6.3 | 5.2  | 4.9  | 3.9 |    |      |      |      |    |      |      |      |      |      |      |     |     |     |     |     |
| France      | 190 |      |      |     |    |      |      |      |    |      |      |      |      |      |      |     |     |     |     |     |
| Royaume-Uni | 123 | 176  |      |     |    |      |      |      |    |      |      |      |      |      |      |     |     |     |     |     |

## Certifications
| Pays              | Certification | Unités certifiées |
| ----------------- | ------------- | ----------------- |
| États-Unis (RIAA) | Or            | 500 000           |